# Mission of Mercy
Mission of Mercy é o quarto álbum de estúdio da banda DeGarmo and Key, lançado em 1983.

## Faixas
1. "Ready or Not"
2. "Special Kind of Love"
3. "When It's Over"
4. "All the Losers Win"
5. "The Gift"
6. "Fill Me Lord"
7. "Let the Whole World Sing"
8. "In His Love"
9. "Everlasting Love"
10. "You Can't Run from Thunder"
11. "That's the Way God Planned It"